# Respawn Entertainment
Respawn Entertainment es una empresa desarrolladora de videojuegos fundada por Jason West y Vince Zampella en el año 2010, con sede en California, en los Estados Unidos. La empresa es reconocida por ser la creadora de la saga Titanfall. En noviembre de 2017, Respawn fue adquirida por Electronic Arts por 151 millones de dólares en efectivo y 164 millones de dólares en capital. La adquisición se completó el 1 de diciembre de 2017. El 9 de junio de 2018, durante la conferencia de Electronic Arts en el E3 2018, Respawn anunció que su próximo videojuego sería Star Wars Jedi: Fallen Order. En octubre del 2020 el director de Apex Legends, Chad Greiner, confirmó que actualmente no hay nadie trabajando en Titanfall 3.

## Videojuegos
| Título                       | Año  | Plataforma(s)                                                              | Distribuidor    |
| ---------------------------- | ---- | -------------------------------------------------------------------------- | --------------- |
| Titanfall                    | 2014 | Xbox 360, Xbox One, Microsoft Windows                                      | Electronic Arts |
| Titanfall 2                  | 2016 | PlayStation 4, Xbox One, Microsoft Windows                                 | Electronic Arts |
| Apex Legends                 | 2019 | PlayStation 4, Xbox One, Nintendo Switch, Microsoft Windows                | Electronic Arts |
| Star Wars Jedi: Fallen Order | 2019 | PlayStation 4, Xbox One, Microsoft Windows                                 | Electronic Arts |
| Star Wars Jedi: Survivor     | 2023 | Xbox Series X/S, Xbox One, PlayStation 4, PlayStation 5, Microsoft Windows | Electronic Arts |